# Saurauia oroquensis
Saurauia oroquensis  (лат.) — вид двудольных растений рода Саурайя (Saurauia) семейства Актинидиевые (Actinidiaceae). Впервые описан ботаником Джайей Джендулом Суйарто в 1989 году.

## Распространение
Ареал Saurauia oroquensis размещён на границе Колумбии (департамент Северный Сантандер) и Венесуэлы (штат Тачира). Вид описан по типовому экземпляру, росшему в лесу на обочине дороге в Северном Сантандере на высоте 2600 м.

## Ботаническое описание
Дерево.
Saurauia oroquensis близок виду Saurauia bullosa Wawra, но отличается от последнего отсутствием трихом на нижней стороне листа, гораздо меньшим количеством тычинок и различающимися особенностями опушения чашелистиков у цветка.

## Природоохранная ситуация
По данным Международного союза охраны природы на 1997 год вид считался находящимся под угрозой исчезновения («E»).